# Johnell Smith
Johnell Smith född 19 augusti 1980 i Melrose, Florida, USA, är en amerikansk basketspelare (point guard) i Norrköping Dolphins.
Johnell Smith spelade under sin collegetid för Santa Fe Community College i Gainesville, Florida  2000/2001 och New Orleans Privateers 2002-2004. Därefter flyttade han till Venezuela och spelade för; Guerreros de Caracas (2005), Marinos de Anzoategui (2006), Macizos de Guayana  (2007) och Deportivo Tachira (2008). Han var säsongerna 2008/2010 en av de absolut mest tongivande spelarna i danska Svendborg Rabbits som vann det danska mästerskapet. Hans tyngsta merit i Europa är att han spelade ett europacupkval med Svendsborg och två matcher mot bosniska CBC Siroki snittade 29 poäng, drygt tio returer och nio assist. Han spelade säsongen 2010/2011 för svenska Södertälje Kings och blev utsedd till årets guard i Basketligan. Han fortsatte att spela för Södertälje Kings 2011/2012 och Södertälje Kings tog då silver i SM och Johnell Smith blev utsedd till MVP i Basketligan 2011/2012.
Johnell Smith har rekordet i NJCAA för mest gjorda poäng i en och samma match. Han gjorde smått otroliga 86 poäng (12 3:or, 18 2:or och 14 straffkast) i en match mot Vanier Collage under sin collegetid i Santa Fe CC. Dessutom har han i hela sin karriär aldrig snittat under 13 poäng per säsong.